# 圣安德烈德科尔西
圣安德烈德科尔西（法語：Saint-André-de-Corcy，法語發音：[sɛ̃.t‿ɑ̃dʁe də kɔʁsi] ⓘ）是法国东部安省的一个市镇，属于布雷斯地区布尔格区。

## 地理
圣安德烈德科尔西（45°55'35"N, 4°57'8"E）面积20.73 平方千米，位于法国奥弗涅-罗讷-阿尔卑斯大区安省，该省份为法国东部省份，北起汝拉省，西北接索恩-卢瓦尔省，西接罗讷省和里昂大都会，南至伊泽尔省，东与萨瓦省、上萨瓦省和瑞士接壤。
与圣安德烈德科尔西接壤的市镇（或旧市镇、城区）包括：锡夫里约、米奥奈、蒙蒂约、蒙吕埃勒、圣马塞尔。
圣安德烈德科尔西的时区为UTC+01:00、UTC+02:00（夏令时）。

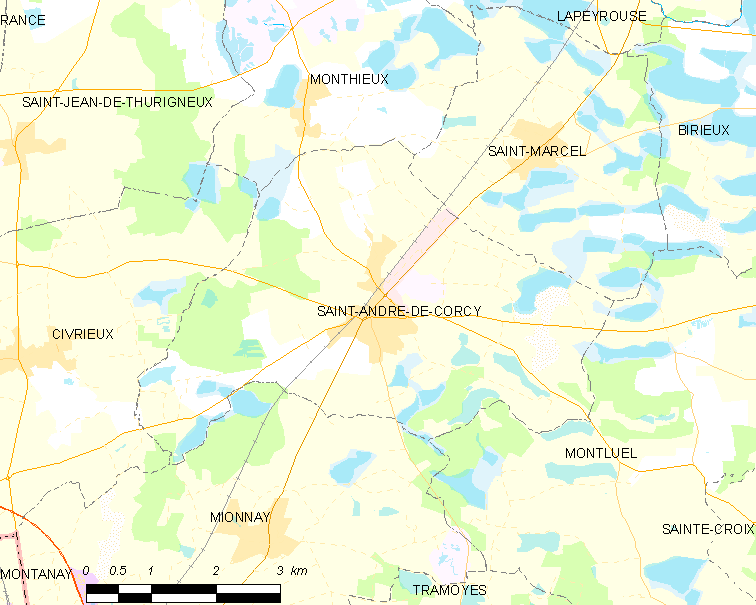
圣安德烈德科尔西的OSM定位图

## 行政
圣安德烈德科尔西的邮政编码为01390，INSEE市镇编码为01333。

## 政治
圣安德烈德科尔西所属的省级选区为维拉尔莱栋布县。

## 人口

1962-2008年间圣安德烈德科尔西人口变化图示

圣安德烈德科尔西于2022年1月1日时的人口数量为3369人。